# Барабаш Олег Володимирович
Оле́г Володи́мирович Бараба́ш (* 1964) — український науковець, доктор технічних наук, професор.

## Життєпис
Народився 1964 року у місті Березань Київської області. 1986 року закінчив Київське вище військове авіаційне училище за спеціальністю «експлуатація електро- та приладного обладнання літальних апаратів», отримав кваліфікацію інженера-електрика.
Від 1989 року проходив службу на наукових та викладацьких посадах в авіаційному інституті, з 1994-го — в Київському інституті ВПС. З 2000 року — в Національній академії оборони України. Протягом 2008—2013 років працював на посаді професора кафедри в Національному авіаційному університеті.
2006 року захистив дисертацію доктора технічних наук — за темою «методологія побудови функціонально-стійких розподілених інформаційних систем спеціального призначення», спеціальність «військова кібернетика, системи управління і зв'язок».
2007-го здобув вчене звання професора, кафедра бойового забезпечення авіації та застосування космічних систем (Національна академія оборони України).
Від 2013 року завідує кафедрою вищої математики Державного університету телекомунікацій.
Голова спеціалізованої вченої ради (від 2014-го) за спеціальністю «інформаційні технології».
Нагороджений Відзнакою Міністра освіти і науки України «За наукові досягнення» (2007).
Серед робіт — «Теорія автоматичного керування: підручник», співавтори А. Е. Асланян, Ю. К. Зіатдінов, О. А. Бєльська, 2015.